# Syringodea longituba
Syringodea longituba là một loài thực vật có hoa trong họ Diên vĩ. Loài này được (Klatt) Kuntze miêu tả khoa học đầu tiên năm 1898.